# Yasser Hareb
Yasser Hareb (en idioma árabe ياسر حارب), es escritor, columnista y presentador de televisión de Dubái, Emiratos Árabes Unidos (EAU). Ha escrito varios best sellers, incluyendo Take Off Your Shoes cuyo prólogo es de Paulo Coelho. Yasser también es cofundador del Fórum para Promover la Paz en la Sociedad Musulmana Archivado el 3 de abril de 2015 en Wayback Machine., reconocido a nivel internacional y que se celebra anualmente en Abu Dhabi.

## Libros
Yasser publicó su primer libro Towards a New Thinking en 2006 y, desde entonces ha escrito varios best sellers: Picaso y Starbucks en 2011, The New Slaves en 2013 y Take Off Your Shoes en 2015 con prólogo de Paulo Coelho.

## Columnas
Desde 2004, Yasser ha sido columnista y colabora periódicamente para diversos periódicos de la región como: Al Bayan (EAU), Gulf News (EAU), Al-Wasat (Baréin), Al Sharq (Arabia Saudita) y El-Watan (Egipto).

## Programas TV
Yasser presenta Ma Kal W Dal, un programa de desarrollo social y personal que se emite todos los años durante el mes de Ramadán. El programa muestra a la audiencia herramientas prácticas para desarrollar sus habilidades con el objetivo de fomentar un cambio positivo en la sociedad. Ma Kal W Dal se ha emitido durante 5 temporadas seguidas en Oriente Medio.

## Experiencia Profesional
Yasser ha desempeñado diferentes cargos en la Fundación Mohammed bin Rashid Al Maktoum tales como Director Ejecutivo y Vicepresidente de Cultura y Educación. Anteriormente, fue director de Proyectos Especiales en la oficina ejecutiva de Su Alteza el Jeque Mohammed bin Rashid Al Maktoum. Además fue secretario General del Fórum Estratégico Árabe y Director de Operaciones en el Instituto para el Desarrollo Humano de Dubái.
Yasser es además cofundador de diferentes programas de impacto social, incluyendo TARJEM (traducción) y OKTUB (escritura). TARJEM fue el mayor programa de traducción del mundo árabe en 2007, desencadenó un movimiento en la traducción cuyo resultado fueron más de 1000 libros traducidos al árabe, además de formar y preparar a cientos de traductores árabes y abrir varias editoriales especializadas en la traducción de libros al árabe. OKTUB es un Programa de Desarrollo para árabes destinado a descubrir jóvenes talentos para que se conviertan en futuros escritores árabes. 
Yasser es también cofundador del Consejo Musulmán de Ancianos, organismo internacional de investigadores reconocidos que se creó con el fin de mediar en conflictos y rupturas en las comunidades musulmanas. Y también es cofundador del Fórum para promover la Paz en las comunidades Musulmanas Archivado el 3 de abril de 2015 en Wayback Machine., un acto anual que reúne a conocidos intelectuales y pensadores de todo el mundo en un intento de mediar en los conflictos del pueblo musulmán y que fue reconocido por el presidente Obama y el secretario general de las Naciones Unidas Ban Ki-moon.

## Educación
Yasser es licenciado en sistemas de información y tiene varios posgrados en programas de liderazgo.
- Licenciatura en Dirección de sistemas de información (Universidad de los Emiratos Árabes Unidos).
- Postgrado de Liderazgo Mohammed bin Rashid Al Maktoum.
- Postgrado de Joven Liderazgo del INSEAD.
- Postgrado Estrategia Océano Azul del INSEAD.